# Valentin Glusjko
Valentin Petrovitj Glusjko (ryska: Глушко, Валентин Петрович), född 2 september 1908 i Odessa i Ukraina, död 10 januari 1989, var en sovjetisk (ukrainsk) ingenjör. 
Glusjko var en av Sovjetunionens tre ledande chefskonstruktörer av raketer och rymdfarkoster tillsammans med Vladimir Tjelomei och Sergej Koroljov.
Asteroiden 6357 Glushko är uppkallad efter honom.